# Nenávist (film, 2004)
Nenávist (v anglickém originále The Grudge) je japonsko-americký filmový horor z roku 2004, který natočil režisér Takaši Šimizu podle scénáře Stephena Susca. Snímek je remakem Šimizuova japonského filmu Nenávist z roku 2002. V hlavních rolích se představili Sarah Michelle Gellar, Jason Behr, KaDee Strickland, Clea DuVall a Bill Pullman. Děj snímku je vyprávěn nelineárně. Pojednává o americké studentce v Tokiu, která se v jednom domě stane obětí kletby, jež souvisí s násilným incidentem, který se v budově v minulosti odehrál. Jedná se o první film ze stejnojmenné série, následován byl snímky Smrtící nenávist 2 (2006), Smrtící nenávist 3 (2009) a Nenávist (2020).

## Příběh
Poznámka: Děj filmu je popsán chronologicky podle skutečného pořadí událostí, samotná narace ve filmu je ale nelineární. Hlavní příběhový oblouk se odehrává v roce 2004, vyprávění také obsahuje množství flashbacků do roku 2001. Premisa filmu uvádí, že když někdo zemře v záchvatu extrémního vzteku, zrodí se v místě úmrtí této osoby kletba. Lidé, kteří se s touto nadpřirozenou silou setkají, umírají a kletba se opakovaně rodí a přechází z oběti na oběť v nekonečném a neustále se zvětšujícím řetězci hrůzy.
V roce 2001 je Kajako Saikiová (v originále Kayako Saeki), žena v domácnosti žijící na předměstí Tokia, zamilovaná do vysokoškolského profesora Petera Kirka a v posedlosti si o něm píše deník. Její manžel Takeo deník objeví a začne žárlit, protože se domnívá se, že Kajako má poměr s jiným mužem. V rodinném domě pak Takeo v záchvatu vzteku brutálně zavraždí svou manželku, malého syna Tošia a kočku, jejich domácího mazlíčka. Poté, co Takeo ukryje v domě těla, Kajakin duch ho oběsí. Peter Kirk obdrží dopis od Kajako a navštíví dům Saikiových, kde najde spolu s mrtvolami Kajako a Takea i Tošiova ducha. Z místa činu v šoku uteče a druhý den spáchá sebevraždu. Takeo a Kajako se vrátí do svého domu jako duchové, žena v podobě pomstychtivého ducha onryó.
Po tři roky je dům prázdný a nedaří se ho udat žádným zájemcům. Teprve v roce 2004 se do něj nastěhuje americká rodina Williamsových, která o předchozích událostech nemá ani tušení. Zatímco Matt, kvůli jehož práci se rodina do Japonska přestěhovala, je z domu nadšený, jeho žena Jennifer a jeho matka Emma, trpící demencí, se cítí nesví. Matta a Jennifer kletba rychle pohltí. Mladá pečovatelka Jóko, které se stará o Emmu, poté přijde do domu, kde ji najde samotnou. Duch Kajako však Jóko vyláká na půdu, kde ji zabije. Protože Jóko nedorazí další den do práce, její šéf Alex z pečovatelského centra pošle za Emmou Karen Davisovou, americkou studentku na výměnném pobytu, která ze studijních důvodů v centru vypomáhá. V domě však Karen objeví Tošia zavřeného ve skříni a později se stane svědkem toho, jak duch Kajako sestupuje ze stropů, aby si vyzvedl Emmu. Alex krátce nato dorazí do domu, kde najde Emmu mrtvou a Karen v šoku. Zavolá policii a případ začne šetřit detektiv Nakagawa. Na půdě domu najdou vyšetřovatelé těla Matta i Jennifer, a také lidskou spodní čelist. Mezitím duch Kajako pronásleduje Mattovu sestru Susan po kancelářské budově, kde pracuje. Susan se snaží uprchnout do svého bytu, tam ji však Kajako pohltí. Při odchodu z práce zabije Alexe mrtvola Jóko bez čelisti.
Kajako začne pronásledovat Karen, která o tom informuje svého přítele Douga. Karen pátrá po informacích ohledně minulosti domu a nakonec se setká s Nakagawou, který jí vysvětlí, že všechny tři jeho kolegy, kteří vyšetřovali smrt rodiny Saikiových, pohltila kletba. Té noci Nakagawa přinese do domu benzín, aby ho zapálil, než to však stačí provést, zabije ho Takeo. Karen se dozví, že se Doug vydal do domu, aby ji našel. Rychle zamíří za ním, najde ho ochromeného a pokusí se s ním z domu utéct. Kajako však zachytí Douga, který zemře na následky šoku. Když se Kajako přiblíží, Karen si všimne benzínu a zapálí ho.
Karen požár domu přežije a v nemocnici se dozví, že ho hasiči uhasili. Při identifikaci Dougova těla si ale uvědomí, že ji Kajako stále pronásleduje.

## Obsazení
- Sarah Michelle Gellar (český dabing: Nikola Votočková) jako Karen Davisová
- Jason Behr (český dabing: Jan Maxián) jako Doug McCarthy
- KaDee Strickland (český dabing: Jitka Moučková) jako Susan Williamsová
- Grace Zabriskie (český dabing: Alena Procházková) jako Emma Williamsová
- Rosa Blasi (český dabing: ?) jako Maria Kirková
- Rjó Išibaši (český dabing: Jiří Prager) jako detektiv Hideto Nakagawa
- William Mapother (český dabing: Radek Hoppe) jako Matt Williams
- Ted Raimi (český dabing: Tomáš Borůvka) jako Alex Jones
- Jóko Maki (český dabing: ?) jako Jóko Sekineová (v originále Yōko Sekine)
- Takako Fudži jako Kajako Saikiová (v originále Kayako Saeki)
- Clea DuVall (český dabing: Tereza Chudobová) jako Jennifer Williamsová
- Bill Pullman (český dabing: Luděk Čtvrtlík) jako Peter Kirk

## Produkce
Po komerčním úspěchu snímku Kruh koncem roku 2002, jenž je remakem japonského filmu Ring, začali hollywoodští filmoví producenti hledat další japonské horory, které by mohli zadaptovat do americké verze. Producent Roy Lee představil v první polovině roku 2003 producentům Samu Raimimu a Robertu Tapertovi snímek Nenávist režiséra Takašiho Šimizua s tím, že scenárista Stephen Susco již pracuje na úpravách scénáře pro americké publikum. Raimimu s Tapertem se film zamlouval, takže se rozhodli americkou verzi produkovat, což podpořilo i studio Columbia Pictures. Režisérem snímku se stal přímo autor předlohy Takaši Šimizu. Scenárista Susco napsal film, který je remakem snímku Nenávist a zahrnuje i některé prvky z jeho druhého dílu, zároveň se svým stylem příliš neliší od japonského originálu (oproti jiným americkým remakům). Do hlavní role studentky Karen, která je na výměnném pobytu v Tokiu, byla původně zvažována Selma Blair, v prosinci 2003 však roli přijala Sarah Michelle Gellar. V lednu 2004 byli do dalších hlavních rolí obsazeni Jason Behr, Clea DuVall či KaDee Strickland. Rodinu Saikiových (otec Takeo, matka Kajako, syn Tošio) ztvárnili stejní herci (Takahaši Macujama, Takako Fudži, Júja Ozeki), kteří tyto postavy hrál v japonských předlohách Nenávist a Nenávist 2.
Natáčení filmu s rozpočtem 10 milionů dolarů začalo 26. ledna 2004 a probíhalo v Tokiu do března 2004 v ateliérech Toho Studios a v městských exteriérech. Režisér Šimizu pracoval na snímku výhradně s japonským filmovým štábem. V červenci 2004 byly realizovány dotáčky pro lepší vykreslení minulosti některých postav.
Hudbu k filmu složil Christopher Young.

### České znění
České znění filmu vyrobila pro Magic Box společnost LS Productions dabing v roce 2005. V překladu Františka Fuky ho režírovala Alice Hurychová.

## Vydání
Slavnostní premiéra filmu Nenávist proběhla 12. října 2004 v Mann Village Theatre ve Westwoodu v Los Angeles. Do amerických kin byl snímek uveden 22. října 2004, stejně jako v Kanadě a v Singapuru. Postupné uvádění do kin pokračovalo v dalších zemích až do března 2005. V Česku měl film premiéru 17. března 2005. Během dalších měsíců roku 2005 byl uveden v několika zemích, jako poslední se jej dočkali diváci v Chile, kde byl do kin uveden 9. února 2006.
V únoru 2005 vyšel film na VHS i DVD ve standardní kinoverzi, v květnu 2005 potom na DVD v unrated verzi, která je o sedm minut delší, neboť obsahuje navíc několik násilných scén, jež byly pro kinodistribuci vystřiženy, V květnu 2009 byl snímek v unrated verzi vydán na BD. Lokalizovaná verze na VHS a DVD byla v Česku vydána v květnu 2005.

## Přijetí

### Tržby
V Severní Americe, kde byl promítán v 3348 kinech, utržil snímek 110,4 milionu dolarů, v ostatních zemích dalších 76,9 milionu dolarů. Celosvětové tržby tak dosáhly 187,3 milionu dolarů. Během úvodního víkendu utržil v Severní Americe přes 39 milionů dolarů.
V České republice byl film uveden distribuční společností Bioscop a s celkovou návštěvností 20 218 diváků utržil celkem 1,7 milionu korun.

### Filmová kritika
Server Rotten Tomatoes udělil snímku známku 5,1/10, a to na základě vyhodnocení 163 recenzí (z toho 65 jich bylo spokojených, tj. 40 %). V konsenzuální kritice uvádí, že v Nenávisti je sice „pár děsivých obrazů“, jinak ale snímek postrádá logiku a „skutečně třeskuté lekačky“. Od serveru Metacritic získal film, podle 32 recenzí, celkem 49 ze 100 bodů.

## Související díla
Díky úspěchu filmu Nenávist vznikly navazující filmy Smrtící nenávist 2 (2006), Smrtící nenávist 3 (2009) a Nenávist (2020).